# Condizione della donna in Belgio
Le donne in Belgio, generazione dopo generazione, sono state in grado di annullare il divario professionale di genere; questo, nelle generazioni più giovani, è dovuto alla crescente disponibilità di professioni con contratto di lavoro a tempo parziale nell'ambito della funzione pubblica per le donne. Nel 1999 l'utile medio di una donna belga è stato del 91% dello stipendio di un uomo.
Quando non sono impegnate nel lavoro, le donne belghe continuano a svolgere un maggior numero di mansioni domestiche (lavoro domestico), a seconda dell'accordo che intercorre tra i partner conviventi.
Il "Gender Inequality Index" per il 2013 era a 0,068, mentre il tasso di occupazione dell'Organizzazione per la cooperazione e lo sviluppo economico nel 2015 era al 58%. Il Global Gender Gap Report per il 2013 era a 0,7684. Secondo il Global Gender Gap Report 2019 il Belgio occupa la 27ª posizione su 153 Paesi analizzati con un punteggio di 0,750 su 1,000 (2006 posizione 20ª con 0,708 su 1,000). Il 63,4% delle donne sono lavoratrici, il 33,9% sono magistrati e persone importanti e il 51,6% degli operai e lavoratori professionisti belgi sono donne. Le donne belghe sono il 42,7% del Parlamento mentre il 25% sono componenti dei ministri. L'età media di una donna in Belgio per mettere al mondo un figlio è di 31,1 anni con una media di 1,71 figli per donna.

## Background culturale
La cultura del Belgio è complessa, poiché contiene in sé gli aspetti condivisi dalla maggior parte della popolazione indipendentemente dalla lingua che parlano, nonché possiede le differenze insite tra le principali comunità culturali: i fiamminghi olandesi e i valloni francesi. Il fenomeno fiammingo dipende intensamente sia dalla cultura anglofona (che domina le scienze, la vita professionale e la maggior parte dei mass media) sia dai Paesi Bassi, mentre i parlanti di lingua francese si concentrano nella vita culturale francese e altrove nel mondo francofono.
Attualmente la Regione di Bruxelles-Capitale è principalmente francofona, ma è anche bilingue e un luogo cosmopolita. Vi è anche una piccola comunità di lingua tedesca ad est del paese.
I diritti delle donne in Belgio sono stati influenzati da una serie di fattori, tra cui la cultura locale, la legislazione vigente e le politiche nazionali. Le donne hanno ottenuto il diritto di voto inizialmente sottoposto a restrizioni nel 1919 e in seguito con condizioni uguali agli uomini nel 1948; le donne hanno anche ottenuto il diritto di candidarsi alle elezioni nel 1921.

## Matrimonio e vita familiare
Come nella maggior parte degli altri paesi europei il diritto di famiglia ha tradizionalmente concesso solo al marito la piena legittimità; ma è stato riformato nella seconda metà del XX secolo. Il potere coniugale del marito è stato abolito nel 1958, mentre le leggi sulla proprietà sono state riformate solo negli anni settanta, quando è stata stabilita la legalità giuridica tra marito e moglie.
L'adulterio è stato decriminalizzato nel 1987. Il matrimonio tra persone dello stesso sesso è stato legalizzato nel 2003. 
La legge sul divorzio è stata liberalizzata nel settembre del 2007. Nel XXI secolo il legame tra matrimonio e fertilità è diminuito: nel 2012 il 52,3% delle nascite erano al di fuori dell'istituto matrimoniale.
La centralità del matrimonio nella vita della popolazione non è più così forte: nel "European Values Study" (EVS) del 2008 la percentuale degli intervistati che si è detta d'accordo con l'affermazione che il matrimonio è un'istituzione obsoleta è stata del 34,3%.

## Salute e diritti riproduttivi
Le leggi sull'aborto sono state liberalizzate in Belgio nel 1990; l'aborto è legale fino alla dodicesima settimana di gravidanza ed è necessario che una donna abbia sei giorni di consulenza prima dell'aborto e di effettuare l'accettazione con il medico per controllare la propria salute nelle settimane successive alla procedura. 
Gli aborti in fasi successive sono consentiti solo per motivi medici.
Il tasso di mortalità materno è di 8.00 morti per 100.000 nascite vive (a partire dal 2010). Come la maggior parte degli altri paesi occidentali anche il Belgio deve affrontare il problema di bassi livelli di fertilità e un taso di fertilità sub-sostitutivo; infatti il tasso di fecondità totale è di 1,7 figli nati per donna (a tutto il 2015), inferiore al tasso di sostituzione generazionale fissato a 2,1 figli per donna.

## Donne in politica
Nel 1921 abbiamo la prima donna membro del Senato, Marie Janson, mentre la prima donna al Parlamento sarà Lucie Dejardin nel 1929. 
Nel 1921 abbiamo la prima donna sindaco: Léonie Keingiaert de Gheluvelt; mentre nel 1965 la prima donna ministro (come ministro per la famiglia), Marguerite De Riemaecker-Legot. Nel 1974 Rika De Backer diventa ministro per gli affari fiamminghi; mentre nel 1977 Mathilde Schroyens diventa sindaco di Antwerp.
Nel 1991 Wivina Demeester diventa ministro dell'economia, nel 1992 Miet Smet ministro dello sviluppo e del lavoro, asseieme a Laurette Onkelix come ministro della salute (poi ministro della giustizia nel 2003).
Magda De Galan diventa nel 1994 ministro degli affari sociali. Isabelle Durant nel 1999 diventa vicepremier e ministro dei trasporti.
Nel 2004 Anne-Marie Lizin diventa presidente del Senato, e il 27 ottobre 2019, Sophie Wilmès diventa primo ministro, fino al 1 ottobre 2020.

## Figure importanti
- Alix d'Anethan (1849-1921), pittrice
- Amélie van Assche (1812-1842), pittrice
- Isabelle Catherine van Assche (1794-1840), pittrice paesaggistica
- Evelyne Axell (1935-1972), pittrice di arte popolare
- Rachel Baes (1912-1983), pittrice del surrealismo femminile
- Anna Boch (1848-1936), pittrice
- Delphine Boël (nata nel 1968), artista multimediale
- Anne Bonnet (1908-1960), pittrice
- Isabelle de Borchgrave (nata nel 1946), artista, scultrice
- Virginie Bovie (1821-1888), pittrice
- Cécile Cauterman (1882-1957), artista che lavora in carbone, matita e pastello
- Sophie Cauvin (nata nel 1968), pittrice
- Caroline Chariot-Dayez (nata nel 1958), pittrice dell'iperrealismo
- May Claerhout (nata nel 1939), pittrice
- Claire Colinet (1880-1950), scultrice francese di origine belga
- Marie Collart (1842-1911), pittrice
- Diana Coomans (1861-1952), pittrice
- Heva Coomans (1860-1939), pittrice
- Kitty Crowther (nata nel 1970), illustratrice, scrittrice per bambini
- Berlinde de Bruyckere (nata nel 1964), pittrice, scultrice
- Anouk de Clercq (nata nel 1971), artista multimediale
- Louise De Hem (1866-1922), pittrice
- Marie de Keyser (1815-1879), pittrice
- Éliane de Meuse (1899-1993), pittrice
- Carole Dekeijser (1959-2008), pittrice figurativa
- Arpaïs du Bois (nata nel 1973), disegnatrice, pittrice
- Lili Dujourie (nata nel 1941), artista visiva
- Maria Faydherbe (1587-1643), scultrice fiamminga
- Magda Francot (nata nel 1942), pittrice
- Isabella Francken (primo Seicento), pittrice fiamminga
- Alice Frey (1895-1981), pittrice
- Fanny Geefs (1807-1883), pittrice
- Jeanne Hebbelynck (1891-1959), illustratrice, designer
- Catharina van Hemessen (1528-dopo il 1587), pittrice fiamminga del rinascimento
- Marie Howet (1897-1984), pittrice dell'espressionismo
- Lucie Jacquart (1852-1956), pittrice
- Aglaia Konrad (nata nel 1960), fotografa di belle arti
- Marie De Keyser (1815-1879), pittrice
- Marie-Jo Lafontaine (nata nel 1950), scultrice, artista visiva
- Anna Martinowa Zarina (1907-1984), artista belga nata lituana, educatrice
- Naziha Mestaoui (nata nel 1975), artista ambientale
- Maria Jacoba Ommeganck (1760-1849), pittrice fiamminga di animali
- Catharina Peeters (1615-1676), pittrice fiamminga del barocco
- Clara Peeters (1594-c.1657), pittrice fiamminga del barocco
- Katharina Pepijn (1619-1688), pittrice fiammingo
- Sophie Podolski (1953-1974), poetessa, grafica
- Yvonne Serruys (1873-1953), pittrice, scultrice
- Françoise Taylor (1920-2007), incisore
- Maria Theresa van Thielen (1640-1706), pittrice fiamminga del barocco
- Martha Van Coppenolle (1912-2004), illustratrice
- Anne-Mie van Kerckhoven (nata nel 1951), artista contemporanea
- Johanna Vergouwen (1630-1714), pittrice fiamminga del barocco
- Mayken Verhulst (1518-1599), miniaturista fiamminga, pittrice di acquerello
- Gabrielle Vincent (1928-2000), scrittrice per bambini, illustratrice
- Catarina Ykens-Floquet (1608 - dopo il 1666), pittrice in stile fiammingo
- Catharina Ykens (nata nel 1659), pittrice in stile fiammingo